# Camponotus trifasciatus
Camponotus trifasciatus é uma espécie de inseto do gênero Camponotus, pertencente à família Formicidae.